# Geoffrey Kondogbia
Geoffrey Edwin Kondogbia (* 15. února 1993 Nemours) je středoafrický profesionální fotbalista, který hraje na pozici defensivního záložníka za francouzský klub Olympique Marseille a za národní tým Středoafrické republiky.

## Klubová kariéra
Kondogbia začal svou kariéru v RC Lens. V 19 letech přestoupil do Sevilly. V roce 2013 ho koupilo Monako za 20 milionů eur a o dva roky později Inter Milán za 31 milionů eur. V roce 2017 se vrátil do Španělska, kde hrál za Valencii, a v roce 2020 přestoupil do Atlétika Madrid.
Dne 30. června 2023 Atlético Madrid oznámilo přestup Kondogbii do Marseille.

## Reprezentační kariéra
Kondogbia nasbíral 57 reprezentačních startů v mládežnických kategoriích francouzské reprezentace a v roce 2013 debutoval v seniorském týmu.
V srpnu 2018 se rozhodl reprezentovat Středoafrickou republiku a krátce poté debutoval v oficiálním zápase za její národní tým.

## Ocenění

### Klubová

#### Valencia
- Copa del Rey: 2018/19[5]

#### Atletico Madrid
- La Liga: 2020/21[6]

### Reprezentační

#### Francie U20
- Mistrovství světa do 20 let: 2013[7]